# Бачбокод
Бачбокод (мађ. Bácsbokod) је село у Мађарској, јужном делу државе. Село управо припада Бачалмашком срезу Бач-Кишкунске жупаније, са седиштем у Кечкемету.

## Природне одлике
Насеље Бачбокод налази у крајње јужном делу Мађарске, уз државну границу са Србијом.
Историјски гледано, село припада крајње северном делу Бачке, који је остало у оквирима Мађарске (тзв. „Бајски троугао”). Подручје око насеља је равничарско (Панонска низија), приближне надморске висине око 115 m. Око насеља се пружа западни део Телечке пешчаре.

## Историја
До краја Првог светског рата село се звало Бикић.

## Становништво
Према подацима из 2013. године Бачбокод је имао 2.656 становника. Последњих година број становника опада.
Претежно становништво у насељу су Мађари римокатоличке вероисповести. У селу постоје и мањинске самоуправе Немаца (2%) и Буњеваца (1%), којих је раније било у значајном броју.